# Transport en Slovénie

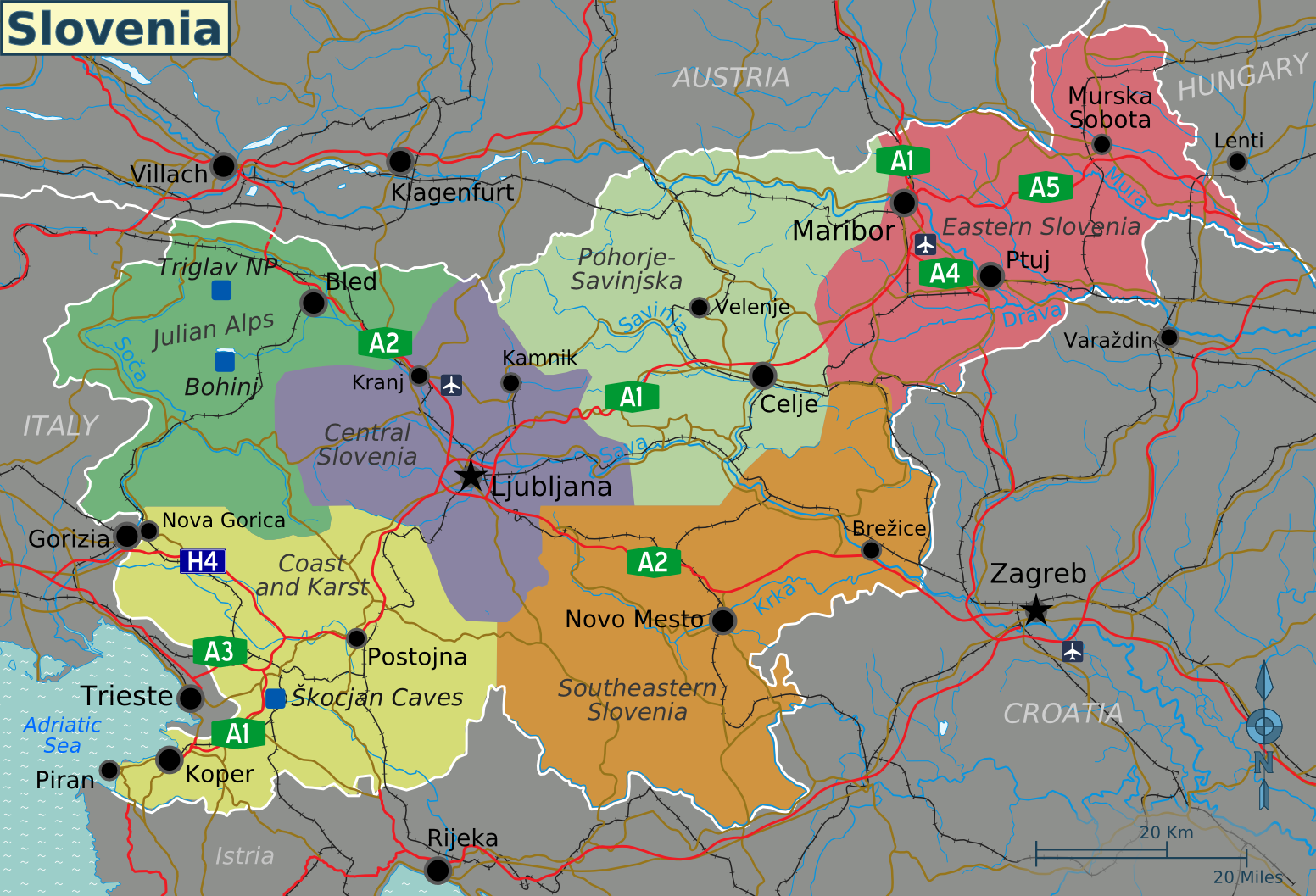
Principales routes et aéroports de Slovénie.

Les transports en Slovénie sont conditionnés par le fait que la Slovénie se trouve au carrefour entre la Méditerranée, les Alpes et les Balkans.
La Slovénie a fait des progrès notables dans ses réseaux de transport, et a atteint un niveau significatif d'harmonisation et d'intégration dans l'Union européenne.

## Transport routier
Le réseau routier slovène est de 38 985 km de routes en 2012. Le transport par bus débute au début du XXe siècle, lorsque la Slovénie faisait partie de l'Empire Austro-Hongrois. Les premières lignes d'autobus, entre Gorizia et Postojna, et entre Idrija et Logatec, ont été ouvertes en 1912. Après la guerre, le transport a été organisé dans le cadre des transports Serbes et Croates et avec des opérateurs privés.

## Transport ferroviaire
Le réseau ferré slovène représente 1 229 km de voies ferrées.

## Transport aérien

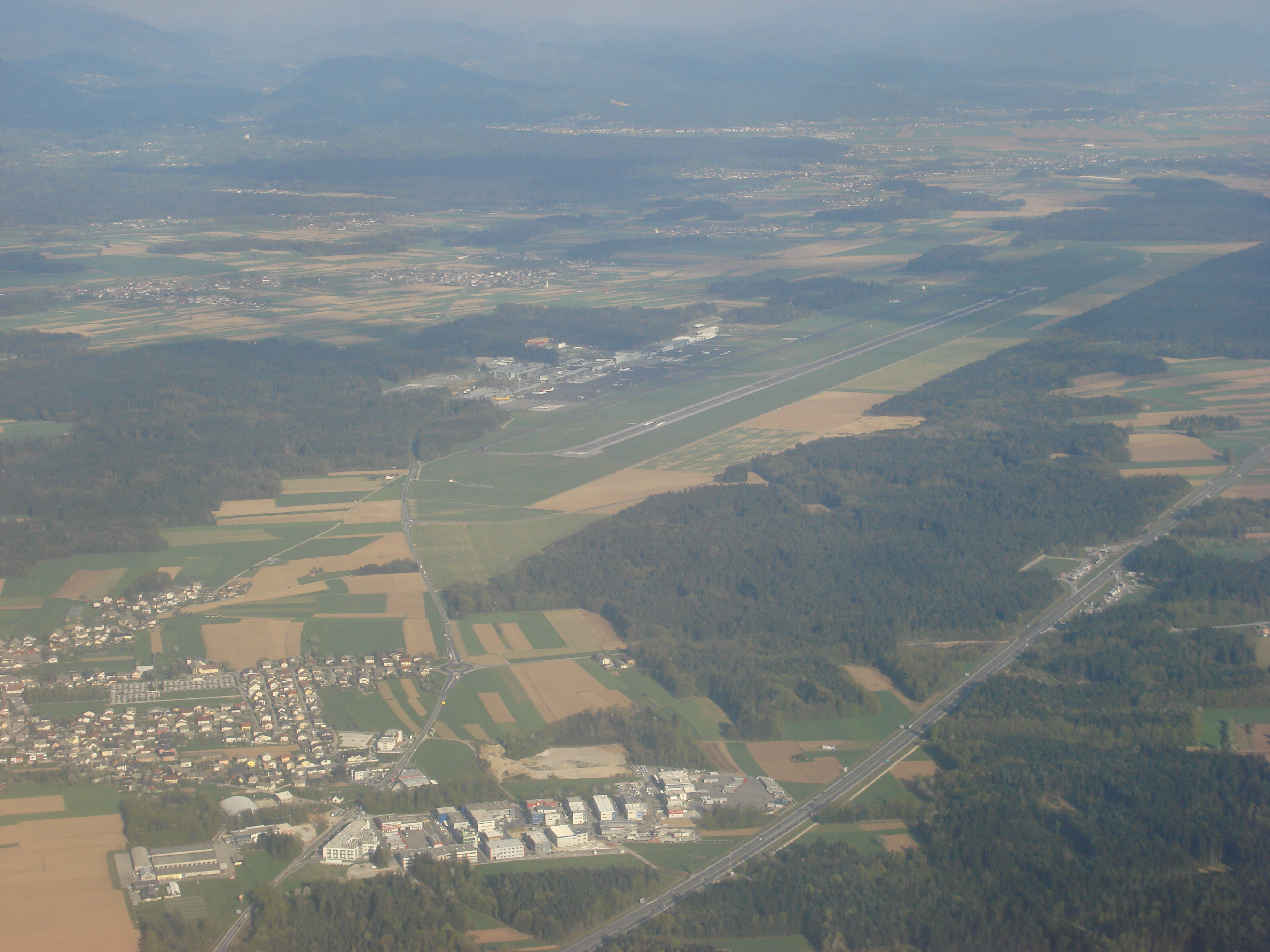
Vue aérienne de l'aéroport de Ljubljana.

Le principal aéroport est l'Aéroport Jože Pučnik de Ljubljana. Le pays dispose de 16 aéroports. Le trafic aérien est relativement faible, mais a augmenté significativement depuis 1991. Le seul aéroport militaire est celui de Cerklje ob Krki Airport (en).

## Transport maritime
Le principal port du pays est Koper. La ville de Piran dispose d'un petit port.